# کوندور اوئایین (کوه)
کوندور اوئایین (به اسپانیایی: Condor Huayin) یک کوه در پرو است. کوندور اوئایین ۵٬۰۰۰ متر بالاتر از سطح دریا واقع شده‌است.